# グラント・カークホープ
グラント・カークホープ（英語: Grant Kirkhope、1962年7月10日 - ）は、イギリス出身で、後にアメリカ合衆国の市民権を取得したゲームミュージックの作曲家。ゲームミュージックへの貢献によって英国映画テレビ芸術アカデミー（BAFTA）、米国作曲家作詞家出版者協会(ASCAP)、国際映画音楽批評家協会（IMFCA）などの様々な賞にノミネートされている。

## 来歴
スコットランド・エディンバラに生まれ、5歳からノース・ヨークシャーのナレスボロで育ち、King James's Schoolに通った。王立ノーザン音楽大学でトランペットを学んだ後様々なバンドに参加し、サックス奏者スネーク・デイビスとともに「ズート・アンド・ザ・ルーツ」にもトランペット奏者として参加していた。またカークホープはイギリスのロックバンド「リトル・エンジェルス」のバックバンドとして活動していた「the Big Bad Horns」にも参加しており、エドワード・ヴァン・ヘイレンやボン・ジョヴィ、ZZトップなどとともにツアーを行った。エドワード・ヴァン・ヘイレンから直接エレキギターErnie Ball/Musicman EVHを譲り受けている。
また、1984～1985頃は、イギリスで既にアルバムデビューしていたハードロックバンドMAINEEAXEに、二人目のギターとして参加しGonna Make You Rock（single）、Going For Gold（album）の2枚のレコードを発表し、主要な楽曲でソングライティングを担当した。特に後者のアルバムは輸入盤チャートで健闘し、当時、辛口の編集者が多かったヘビーメタル専門誌BURRN！でも好評価を受けている。
1995年、友人であったロビン・ビーンランドの推薦を受け、レア社に入社。レア社での初めての仕事は『Killer Instinct 2』でのギターとトランペットの演奏であり、初めてゲームミュージックの作曲を行ったのは『ゴールデンアイ 007』であった。2008年からビッグ・ヒュージ・ゲームズに所属し、『キングダムズ オブ アマラー：レコニング』の作曲を行う。2012年からフリーランスとして活動している。2017年、アメリカ合衆国の市民権を取得。2022年公開の映画『キングス・ドーター』で初めて映画音楽を担当した。

## 作風
『バンジョーとカズーイの大冒険』や『Yooka-Laylee』に見られるような心地よく素朴な楽曲から、『ゴールデンアイ 007』でのヘヴィメタル、『パーフェクトダーク』でのサイバーパンクスタイル、『キングダムズ オブ アマラー：レコニング』での雄大なオーケストラアレンジと作曲の幅は広い。

## モンキーラップ
モンキーラップ（DK Rap）はカークホープが作曲した『ドンキーコング64』のオープニングで流れる楽曲で、日本版のCMにも使われた。歌詞中ではゲームに登場する各コングがラップに乗せて紹介される。後に『大乱闘スマッシュブラザーズDX』でアレンジされ、『Yooka-Laylee』ではこの曲の後継となる曲も作られた伝説的な楽曲であるが発売当時は多くの酷評を受け、ファンに好かれるまで15年かかったとカークホープは述懐している。

## 受賞

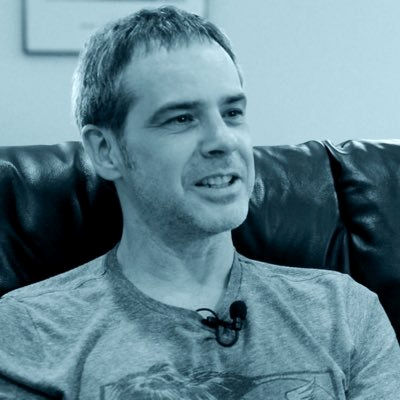
グラント・カークホープ

カークホープが作曲を担当した『あつまれ!ピニャータ』は2007年の英国アカデミー賞ゲーム部門作曲賞にノミネートされた。
『キングダムズ オブ アマラー：レコニング』はIMFCAのオリジナル作曲賞ビデオ・ゲーム/インタラクティヴ・メディア部門、および2012年のCue Awardsベスト楽曲賞にノミネートされた。 また自身もCue Awardsのベスト・ブレークスルー・作曲家部門にノミネートされた 。
『Civilization: Beyond Earth』は2015年のASCAP Composer's Choice Awardsにノミネートされ、IMFCAのオリジナル作曲賞ビデオ・ゲーム/インタラクティヴ・メディア部門を受賞し、2015年のCue Awardsビデオゲーム部門ベスト楽曲賞も受賞した。 また『Civilization: Beyond Earth – Rising Tide』も2016年のASCAPおよびIMFCAの同賞にノミネートされた。

## 作品

### 作曲
| 所属                       | タイトル                                    | 年       | プラットホーム                                                    | 注釈                                                           |
| -------------------------- | ------------------------------------------- | -------- | ----------------------------------------------------------------- | -------------------------------------------------------------- |
| レア                       | Killer Instinct 2/Killer Instinct Gold      | 1996     | アーケード、NINTENDO 64                                           | ギターとトランペットの演奏のみ。作曲は全てロビン・ビーンランド |
| レア                       | ドンキーコングランド                        | 1996     | ゲームボーイ                                                      | スーパードンキーコング2のデビッド・ワイズの曲を移植            |
| レア                       | Project Dream                               | 開発中止 | SNES、NINTENDO64                                                  | バンジョーとカズーイの大冒険へ引き継がれた                     |
| レア                       | ゴールデンアイ 007                          | 1997     | NINTENDO64                                                        | グレアム・ノーゲートと共作                                     |
| レア                       | バンジョーとカズーイの大冒険                | 1998     | NINTENDO64                                                        | [ 3 ]                                                          |
| レア                       | ドンキーコング64                            | 1999     | NINTENDO64                                                        | [ 16 ]                                                         |
| レア                       | パーフェクトダーク                          | 2000     | NINTENDO64                                                        | グレアム・ノーゲート、デイビット・クライニックと共作           |
| レア                       | バンジョーとカズーイの大冒険2               | 2000     | NINTENDO64                                                        | [ 18 ]                                                         |
| レア                       | スターフォックスアドベンチャー              | 2002     | ニンテンドー ゲームキューブ                                       | ギター演奏                                                     |
| レア                       | グーリーズ ~Grabbed by the Ghoulies~        | 2003     | Xbox                                                              | [ 19 ]                                                         |
| レア                       | あつまれ!ピニャータ                         | 2006     | Xbox 360, Windows                                                 | スティーブ・バークと共作                                       |
| レア                       | あつまれ！ピニャータ 2 : ガーデンの大ぴんち | 2008     | Xbox 360                                                          | [ 1 ]                                                          |
| レア                       | バンジョーとカズーイの大冒険 ガレージ大作戦 | 2008     | Xbox 360                                                          | ロビン・ビーンランド、デイビット・クライニックと共作           |
| ビッグ・ヒュージ・ゲームズ | キングダムズ オブ アマラー：レコニング      | 2012     | Xbox 360、Windows、PlayStation 3                                  | Mark Cromerと共作                                              |
| フリーランス               | Fart Cat!                                   | 2012     | iOS                                                               |                                                                |
| フリーランス               | CityVille 2                                 | 2012     | ブラウザ                                                          | 2013年3月7日サービス終了                                       |
| フリーランス               | Desktop Dungeons                            | 2013     | Windows、OS X                                                     | ダニー・バラノウスキーと共作                                   |
| フリーランス               | アイラブミッキーマウス ふしぎのお城大冒険   | 2013     | Xbox 360、Windows、PlayStation 3                                  | 神谷重徳によるセガサターン版の楽曲のリマスタリング             |
| フリーランス               | Puzzle Charms                               | 2014     | ブラウザ                                                          |                                                                |
| フリーランス               | Yaiba: Ninja Gaiden Z                       | 2014     | Xbox 360、PlayStation 3                                           | [ 3 ]                                                          |
| フリーランス               | Civilization: Beyond Earth                  | 2014     | Windows                                                           | ジェフ・ノール、マイケル・カラン、グリフィン・コーエンと共作   |
| フリーランス               | The Enchanted Cave 2                        | 2014     | iOS、Android、Windows                                             | [ 19 ]                                                         |
| フリーランス               | Civilization: Beyond Earth - Rising Tide    | 2015     | Windows                                                           | ジェフ・ノール、グリフィン・コーエンと共作                     |
| フリーランス               | ゴーストバスターズ                          | 2016     | Xbox One、Windows、PlayStation 4                                  | 日本未発売                                                     |
| フリーランス               | Dropzone                                    | 2017     | Windows                                                           | [ 21 ]                                                         |
| フリーランス               | Yooka-Laylee                                | 2017     | Xbox One、Windows、OS X、 Linux、 PlayStation 4、 Nintendo Switch | デビット・ワイズ、スティーブ・バークと共作                     |
| フリーランス               | マリオ+ラビッツ キングダムバトル            | 2017     | Nintendo Switch                                                   | [ 22 ]                                                         |
| フリーランス               | A Hat in Time                               | 2017     | Xbox One、Windows、OS X、PlayStation 4                            | ゲスト作曲家として参加                                         |
| フリーランス               | Tangledeep                                  | 2017     | Windows, OS X, Linux                                              | ゲスト作曲家として参加                                         |
| フリーランス               | 大乱闘スマッシュブラザーズ SPECIAL          | 2019     | Nintendo Switch                                                   | 「クルクルやまのふもと」編曲を担当                             |
| フリーランス               | Yooka-Laylee and the Impossible Lair        | 2019     | Xbox One、Windows、OS X、Linux、PlayStation 4、Nintendo Switch    | デビット・ワイズ、Dan Murdoch、Matt Griffinと共作              |
| フリーランス               | Hex Heroes                                  | 未公表   | Wii U、Windows、OS X、Linux                                       | [ 27 ]                                                         |
| フリーランス               | Lobodestroyo                                | 未公表   | 未公表                                                            | Cooper Goodwinと共作                                           |

### 声優
| タイトル                             | 年   | プラットホーム | 役                                                       |
| ------------------------------------ | ---- | -------------- | -------------------------------------------------------- |
| バンジョーとカズーイの大冒険         | 1998 | NINTENDO64     | マンボ・ジャンボ、ジンジョー                             |
| ドンキーコング64                     | 1999 | NINTENDO64     | ドンキーコング                                           |
| バンジョーとカズーイの大冒険2        | 2000 | NINTENDO64     | マンボ・ジャンボ、ジンジョー、ジャムジャー               |
| グーリーズ ~Grabbed by the Ghoulies~ | 2003 | Xbox           | おばけミイラ、海賊ゾンビ                                 |
| あつまれ!ピニャータ                  | 2006 | Xbox 360       | バークバーク、ココアダイル、エレファニラ、ラッシュベリー |
| Macbat 64                            | 2017 | Windows        | 声優として参加                                           |

### その他
OverClocked ReMixによるスーパードンキーコング2の非公式アレンジアルバム「SERIOUS MONKEY BUSINESS」においてデビッド・ワイズがアレンジした楽曲「Re-Skewed」の演奏にロビン・ビーンランドとともに参加した。
あつまれ!ピニャータのアニメ化に際し、声優の選考に関わった。